# Campeonato Mundial de Fórmula 1 de 2013
O Campeonato Mundial de Fórmula 1 da FIA de 2013 foi a 64ª temporada do Campeonato Mundial de Fórmula 1, que é reconhecido pela Federação Internacional de Automobilismo (FIA), o órgão regulador do automobilismo internacional, como a mais alta categoria de competição para carros de corrida monopostos. O calendário foi reduzido para dezenove corridas, já que o Grande Prêmio de Nova Jersey foi adiado para 2014 devido a problemas de financiamento e atraso nas obras. O campeonato contou com onze equipes e vinte e dois pilotos (já que a equipe HRT anunciou falência no final da temporada de 2012). Teve início na Austrália, em 17 de março de 2013, e terminou no Brasil em 24 de novembro de 2013.
Foi o último ano dos motores V8.
Nesta temporada permaneceu em vigor o Pacto de Concórdia baseado em uma renovação deste acordo para o período entre 2013 e 2020, já que a vigência do anterior findou em 2012.
Também, nesta temporada, um fiscal de pista não resistiu aos ferimentos e morreu ao ser atropelado por um caminhão de serviço que recolhia a Sauber de Esteban Gutiérrez para sua garagem durante o Grande Prêmio do Canadá de 2013, às 18h02min (hora local) de seu dia 9 de junho no Hospital Sacré Coeur de Montreal, localizado a 20 km do circuito.

## Equipes e pilotos
| Campeão                 | Vice-Campeão    | 3º Lugar                |
| ----------------------- | --------------- | ----------------------- |
|                         |                 |                         |
| Sebastian Vettel        | Fernando Alonso | Mark Webber             |
| Red Bull Racing-Renault | Ferrari         | Red Bull Racing-Renault |

Abaixo segue a lista de equipes e pilotos que participaram da temporada 2013 da Fórmula 1:
| Equipe                        | Construtor              | Chassis    | Motor    | Pneu | N° | Pilotos             | Siglas | Pilotos reservas e/ou de testes                                          |
| ----------------------------- | ----------------------- | ---------- | -------- | ---- | -- | ------------------- | ------ | ------------------------------------------------------------------------ |
| Infiniti Red Bull Racing      | Red Bull Racing-Renault | RB9        | Renault  | P    | 1  | Sebastian Vettel    | VET    | Sebastien Buemi António Félix da Costa Carlos Sainz Jr. Daniel Ricciardo |
| Infiniti Red Bull Racing      | Red Bull Racing-Renault | RB9        | Renault  | P    | 2  | Mark Webber         | WEB    | Sebastien Buemi António Félix da Costa Carlos Sainz Jr. Daniel Ricciardo |
| Ferrari                       | Ferrari                 | F138       | Ferrari  | P    | 3  | Fernando Alonso     | ALO    | Davide Rigon Marc Gené Pedro de la Rosa                                  |
| Ferrari                       | Ferrari                 | F138       | Ferrari  | P    | 4  | Felipe Massa        | MAS    | Davide Rigon Marc Gené Pedro de la Rosa                                  |
| Vodafone McLaren Mercedes     | McLaren-Mercedes        | MP4-28     | Mercedes | P    | 5  | Jenson Button       | BUT    | Oliver Turvey Gary Paffett                                               |
| Vodafone McLaren Mercedes     | McLaren-Mercedes        | MP4-28     | Mercedes | P    | 6  | Sergio Perez        | PER    | Oliver Turvey Gary Paffett                                               |
| Lotus F1 Team                 | Lotus-Renault           | E21        | Renault  | P    | 7  | Kimi Räikkönen      | RAI    | Davide Valsecchi Jérôme d'Ambrosio Nicolas Prost                         |
| Lotus F1 Team                 | Lotus-Renault           | E21        | Renault  | P    | 8  | Romain Grosjean     | GRO    | Davide Valsecchi Jérôme d'Ambrosio Nicolas Prost                         |
| Mercedes AMG Petronas F1 Team | Mercedes                | AMG F1 W04 | Mercedes | P    | 9  | Nico Rosberg        | ROS    | Anthony Davidson Brendon Hartley Sam Bird                                |
| Mercedes AMG Petronas F1 Team | Mercedes                | AMG F1 W04 | Mercedes | P    | 10 | Lewis Hamilton      | HAM    | Anthony Davidson Brendon Hartley Sam Bird                                |
| Sauber F1 Team                | Sauber-Ferrari          | C32        | Ferrari  | P    | 11 | Nico Hülkenberg     | HUL    | Robin Frijns                                                             |
| Sauber F1 Team                | Sauber-Ferrari          | C32        | Ferrari  | P    | 12 | Esteban Gutiérrez   | GUT    | Robin Frijns                                                             |
| Sahara Force India F1 Team    | Force India-Mercedes    | VJM06      | Mercedes | P    | 14 | Paul di Resta       | DIR    | James Calado                                                             |
| Sahara Force India F1 Team    | Force India-Mercedes    | VJM06      | Mercedes | P    | 15 | Adrian Sutil        | SUT    | James Calado                                                             |
| Williams F1 Team              | Williams-Renault        | FW35       | Renault  | P    | 16 | Pastor Maldonado    | MAL    | Susie Wolff Daniel Juncadella                                            |
| Williams F1 Team              | Williams-Renault        | FW35       | Renault  | P    | 17 | Valtteri Bottas     | BOT    | Susie Wolff Daniel Juncadella                                            |
| Scuderia Toro Rosso           | Toro Rosso-Ferrari      | STR8       | Ferrari  | P    | 18 | Jean-Éric Vergne    | VER    | Daniil Kvyat Johnny Cecotto, Jr.                                         |
| Scuderia Toro Rosso           | Toro Rosso-Ferrari      | STR8       | Ferrari  | P    | 19 | Daniel Ricciardo    | RIC    | Daniil Kvyat Johnny Cecotto, Jr.                                         |
| Caterham F1 Team              | Caterham-Renault        | CT-03      | Renault  | P    | 20 | Charles Pic         | PIC    | Alexander Rossi Ma Qing Hua Heikki Kovalainen                            |
| Caterham F1 Team              | Caterham-Renault        | CT-03      | Renault  | P    | 21 | Giedo van der Garde | VDG    | Alexander Rossi Ma Qing Hua Heikki Kovalainen                            |
| Marussia F1 Team              | Marussia-Cosworth       | MR02       | Cosworth | P    | 22 | Jules Bianchi       | BIA    | Rodolfo González                                                         |
| Marussia F1 Team              | Marussia-Cosworth       | MR02       | Cosworth | P    | 23 | Max Chilton         | CHI    | Rodolfo González                                                         |

### Trocas de pilotos
- Caterham: Em reformulação, a equipe dispensou o finlandês Heikki Kovalainen e o russo Vitaly Petrov. Para ocupar os seus lugares, a equipe promoveu o neerlandês Giedo van der Garde à vaga de titular e contratou o francês Charles Pic, que estava na Marussia.
- Ferrari: Contratou o espanhol Pedro de la Rosa (que estava na extinta HRT) para ser piloto de testes da equipe.
- Force India: A equipe anunciou o retorno do piloto Adrian Sutil para ser o substituto do alemão Nico Hülkenberg, que foi para a Sauber.
- Marussia: Além de ter perdido Charles Pic, a Marussia dispensou o alemão Timo Glock. Para seus lugares, a equipe promoveu o britânico Max Chilton à titularidade e trouxe da GP2 o brasileiro Luiz Razia.[32] Entretanto, após problemas com patrocinadores, Razia seria dispensado da equipe. Para o seu lugar, seria contratado o francês Jules Bianchi.[32][33]
- McLaren: Lewis Hamilton sai para a Mercedes e no lugar dele vem o mexicano Sergio Perez, trazido da Sauber.
- Mercedes: Traz Lewis Hamilton da McLaren, para ocupar a vaga de Michael Schumacher, que se aposentou.
- Sauber: Além de ter perdido Sergio Pérez para a McLaren, dispensou o japonês Kamui Kobayashi. Para seus lugares a equipe promoveu o mexicano Esteban Gutiérrez e trouxe Nico Hülkenberg, que estava na Force India.
- Williams: Dispensa o brasileiro Bruno Senna e promove para o lugar dele o piloto de testes de 2012, o finlandês Valtteri Bottas.

#### Mudanças no meio da temporada
- Lotus: Kimi Räikkönen foi forçado a perder as duas últimas corridas da temporada para se submeter a uma cirurgia para aliviar a dor de uma lesão nas costas que vinha sofrendo há muito tempo e que se intensificou durante o Grande Prêmio de Singapura. Seu lugar na equipe foi ocupado pelo piloto reserva da Caterham, Heikki Kovalainen.[34]

## Testes de pré-temporada
As sessões de teste foram confirmadas para Jerez (05-08 de fevereiro) e Barcelona (19-22 de fevereiro) e (28 de fevereiro a 3 de março).
(Em negrito, a volta mais rapida de cada sessão)
| Sessão | Data            | Local                         | Circuito  | Piloto mais rápido | Equipe                  | Melhor tempo | Voltas |
| ------ | --------------- | ----------------------------- | --------- | ------------------ | ----------------------- | ------------ | ------ |
| 1      | 5 de fevereiro  | Jerez de la Frontera, Espanha | Jerez     | Jenson Button      | McLaren-Mercedes        | 1:18.861     | 37     |
| 1      | 6 de fevereiro  | Jerez de la Frontera, Espanha | Jerez     | Romain Grosjean    | Lotus Renault           | 1:18.218     | 95     |
| 1      | 7 de fevereiro  | Jerez de la Frontera, Espanha | Jerez     | Felipe Massa       | Ferrari                 | 1:17.879     | 49     |
| 1      | 8 de fevereiro  | Jerez de la Frontera, Espanha | Jerez     | Sebastian Vettel   | Red Bull Racing-Renault | 1:18.565     | 87     |
|        |                 |                               |           |                    |                         |              |        |
| 2      | 19 de fevereiro | Barcelona, Espanha            | Barcelona | Nico Rosberg       | Mercedes                | 1:22.616     | 54     |
| 2      | 20 de fevereiro | Barcelona, Espanha            | Barcelona | Sergio Perez       | McLaren-Mercedes        | 1:21.848     | 97     |
| 2      | 21 de fevereiro | Barcelona, Espanha            | Barcelona | Fernando Alonso    | Ferrari                 | 1:21.875     | 97     |
| 2      | 22 de fevereiro | Barcelona, Espanha            | Barcelona | Lewis Hamilton     | Mercedes                | 1:23.282     | 52     |
|        |                 |                               |           |                    |                         |              |        |
| 3      | 28 de fevereiro | Barcelona, Espanha            | Barcelona | Mark Webber        | Red Bull Racing-Renault | 1:22.693     | 90     |
| 3      | 1 de março      | Barcelona, Espanha            | Barcelona | Romain Grosjean    | Lotus Renault           | 1:22.716     | 88     |
| 3      | 2 de março      | Barcelona, Espanha            | Barcelona | Lewis Hamilton     | Mercedes                | 1:20.558     | 117    |
| 3      | 3 de março      | Barcelona, Espanha            | Barcelona | Nico Rosberg       | Mercedes                | 1:20.130     | 131    |

## Calendário
| GP | Nome da corrida                  | Grande Prêmio         | Circuito                                   | Data           | Hora  | Hora  | Hora             | Nº de voltas |
| GP | Nome da corrida                  | Grande Prêmio         | Circuito                                   | Data           | Local | GMT   | Brasília (UTC-3) | Nº de voltas |
| -- | -------------------------------- | --------------------- | ------------------------------------------ | -------------- | ----- | ----- | ---------------- | ------------ |
| 1  | Grande Prêmio da Austrália       | GP da Austrália       | Albert Park, Melbourne                     | 17 de março    | 16:00 | 06:00 | 03:00            | 58           |
| 2  | Grande Prêmio da Malásia         | GP da Malásia         | Sepang International Circuit, Kuala Lumpur | 24 de março    | 16:00 | 08:00 | 05:00            | 56           |
| 3  | Grande Prêmio da China           | GP da China           | Shanghai International Circuit, Xangai     | 14 de abril    | 17:00 | 07:00 | 04:00            | 56           |
| 4  | Grande Prêmio do Barém           | GP do Barém           | Circuito Internacional do Barém, Sakhir    | 21 de abril    | 15:00 | 12:00 | 09:00            | 57           |
| 5  | Grande Prêmio da Espanha         | GP da Espanha         | Circuit de Catalunya, Barcelona            | 12 de maio     | 14:00 | 12:00 | 09:00            | 66           |
| 6  | Grande Prêmio de Mônaco          | GP de Mônaco          | Circuit de Monaco, Monte Carlo             | 26 de maio     | 14:00 | 12:00 | 09:00            | 78           |
| 7  | Grande Prêmio do Canadá          | GP do Canadá          | Circuit Gilles Villeneuve, Montreal        | 9 de junho     | 14:00 | 17:00 | 15:00            | 70           |
| 8  | Grande Prêmio do Reino Unido     | GP do Reino Unido     | Silverstone Circuit, Silverstone           | 30 de junho    | 13:00 | 12:00 | 09:00            | 52           |
| 9  | Grande Prêmio da Alemanha        | GP da Alemanha        | Nurburgring, Nürburg                       | 7 de julho     | 14:00 | 12:00 | 09:00            | 67           |
| 10 | Grande Prêmio da Hungria         | GP da Hungria         | Hungaroring, Budapeste                     | 28 de julho    | 14:00 | 12:00 | 09:00            | 70           |
| 11 | Grande Prêmio da Bélgica         | GP da Bélgica         | Spa-Francorchamps, Spa                     | 25 de agosto   | 14:00 | 12:00 | 09:00            | 44           |
| 12 | Grande Prêmio da Itália          | GP da Itália          | Autodromo Nazionale Monza, Monza           | 8 de setembro  | 14:00 | 12:00 | 09:00            | 53           |
| 13 | Grande Prêmio de Singapura       | GP de Singapura       | Marina Bay Street Circuit, Singapura       | 22 de setembro | 20:00 | 12:00 | 09:00            | 61           |
| 14 | Grande Prêmio da Coreia do Sul   | GP da Coreia do Sul   | Korean International Circuit, Yeongam      | 6 de outubro   | 15:00 | 06:00 | 04:00            | 55           |
| 15 | Grande Prêmio do Japão           | GP do Japão           | Suzuka Circuit, Suzuka                     | 13 de outubro  | 15:00 | 06:00 | 03:00            | 53           |
| 16 | Grande Prêmio da Índia           | GP da Índia           | Buddh International Circuit, Nova Deli     | 27 de outubro  | 15:00 | 09:30 | 07:30            | 60           |
| 17 | Grande Prêmio de Abu Dhabi       | GP de Abu Dhabi       | Yas Marina Circuit, Abu Dhabi              | 3 de novembro  | 17:00 | 13:00 | 11:00            | 55           |
| 18 | Grande Prêmio dos Estados Unidos | GP dos Estados Unidos | Circuito das Américas, Austin              | 17 de novembro | 14:00 | 19:00 | 17:00            | 56           |
| 19 | Grande Prêmio do Brasil          | GP do Brasil          | Interlagos, São Paulo                      | 24 de novembro | 14:00 | 16:00 | 14:00            | 71           |

### Mudanças no Calendário
- O Grande Prêmio da Europa não será mais disputado. A partir deste ano, o Circuito da Catalunha e o Circuito Urbano de Valência compartilharão o Grande Prêmio da Espanha, tendo uma rotatividade anual, iniciando pelo primeiro.

## Resultados

### Sistema de pontuação
Os pontos são concedidos até o 10º colocado.
Da seguinte forma:
1° colocado - 25 pontos;
2° colocado - 18 pontos;
3° colocado - 15 pontos;
4° colocado - 12 pontos;
5° colocado - 10 pontos;
6° colocado - 8 pontos;
7° colocado - 6 pontos;
8° colocado - 4 pontos;
9° colocado - 2 pontos e
10° colocado - 1 ponto

### Pilotos
| Pos | Piloto              | Equipe (a)      | AUS | MAL | CHN | BAR | ESP | MON | CAN | GBR | ALE | HUN | BEL | ITA | SIN | COR | JAP | IND | UAE | EUA | BRA | Pts |
| --- | ------------------- | --------------- | --- | --- | --- | --- | --- | --- | --- | --- | --- | --- | --- | --- | --- | --- | --- | --- | --- | --- | --- | --- |
| 1   | Sebastian Vettel    | Red Bull Racing | 3   | 1   | 4   | 1   | 4   | 2   | 1   | Ret | 1   | 3   | 1   | 1   | 1   | 1   | 1   | 1   | 1   | 1   | 1   | 397 |
| 2   | Fernando Alonso     | Ferrari         | 2   | Ret | 1   | 8   | 1   | 7   | 2   | 3   | 4   | 5   | 2   | 2   | 2   | 6   | 4   | 11  | 5   | 5   | 3   | 242 |
| 3   | Mark Webber         | Red Bull Racing | 6   | 2   | Ret | 7   | 5   | 3   | 4   | 2   | 7   | 4   | 5   | 3   | 15† | Ret | 2   | Ret | 2   | 3   | 2   | 199 |
| 4   | Lewis Hamilton      | Mercedes        | 5   | 3   | 3   | 5   | 12  | 4   | 3   | 4   | 5   | 1   | 3   | 9   | 5   | 5   | Ret | 6   | 7   | 4   | 9   | 189 |
| 5   | Kimi Räikkönen      | Lotus           | 1   | 7   | 2   | 2   | 2   | 10  | 9   | 5   | 2   | 2   | Ret | 11  | 3   | 2   | 5   | 7   | Ret | NP  | NP  | 183 |
| 6   | Nico Rosberg        | Mercedes        | Ret | 4   | Ret | 9   | 6   | 1   | 5   | 1   | 9   | 19† | 4   | 6   | 4   | 7   | 8   | 2   | 3   | 9   | 5   | 171 |
| 7   | Romain Grosjean     | Lotus           | 10  | 6   | 9   | 3   | Ret | Ret | 13  | 19† | 3   | 6   | 8   | 8   | Ret | 3   | 3   | 3   | 4   | 2   | Ret | 132 |
| 8   | Felipe Massa        | Ferrari         | 4   | 5   | 6   | 15  | 3   | Ret | 8   | 6   | Ret | 8   | 7   | 4   | 6   | 9   | 10  | 4   | 8   | 12  | 7   | 112 |
| 9   | Jenson Button       | McLaren         | 9   | 17† | 5   | 10  | 8   | 6   | 12  | 13  | 6   | 7   | 6   | 10  | 7   | 8   | 9   | 14  | 12  | 10  | 4   | 73  |
| 10  | Nico Hülkenberg     | Sauber          | DNS | 8   | 10  | 12  | 15  | 11  | Ret | 10  | 10  | 11  | 13  | 5   | 9   | 4   | 6   | 19† | 14  | 6   | 8   | 51  |
| 11  | Sergio Perez        | McLaren         | 11  | 9   | 11  | 6   | 9   | 16† | 11  | 20† | 8   | 9   | 11  | 12  | 8   | 10  | 15  | 5   | 9   | 7   | 6   | 49  |
| 12  | Paul di Resta       | Force India     | 8   | Ret | 8   | 4   | 7   | 9   | 7   | 9   | 11  | 18† | Ret | Ret | 20† | Ret | 11  | 8   | 6   | 15  | 11  | 48  |
| 13  | Adrian Sutil        | Force India     | 7   | Ret | Ret | 13  | 13  | 5   | 10  | 7   | 13  | Ret | 9   | 16† | 10  | 20† | 14  | 9   | 10  | Ret | 13  | 29  |
| 14  | Daniel Ricciardo    | Toro Rosso      | Ret | 18† | 7   | 16  | 10  | Ret | 15  | 8   | 12  | 13  | 10  | 7   | Ret | 19† | 13  | 10  | 16  | 11  | 10  | 20  |
| 15  | Jean-Éric Vergne    | Toro Rosso      | 12  | 10  | 12  | Ret | Ret | 8   | 6   | Ret | Ret | 12  | 12  | Ret | 14  | 18† | 12  | 13  | 17  | 16  | 15  | 13  |
| 16  | Esteban Gutiérrez   | Sauber          | 13  | 12  | Ret | 18  | 11  | 13  | 20† | 14  | 14  | Ret | 14  | 13  | 12  | 11  | 7   | 15  | 13  | 13  | 12  | 6   |
| 17  | Valtteri Bottas     | Williams        | 14  | 11  | 13  | 14  | 16  | 12  | 14  | 12  | 16  | Ret | 15  | 15  | 13  | 12  | 17  | 16  | 15  | 8   | Ret | 4   |
| 18  | Pastor Maldonado    | Williams        | Ret | Ret | 14  | 11  | 14  | Ret | 16  | 11  | 15  | 10  | 17  | 14  | 11  | 13  | 16  | 12  | 11  | 17  | 16  | 1   |
| 19  | Jules Bianchi       | Marussia        | 15  | 13  | 15  | 19  | 18  | Ret | 17  | 16  | Ret | 16  | 18  | 19  | 18  | 16  | Ret | 18  | 20  | 18  | 17  | 0   |
| 20  | Charles Pic         | Caterham        | 16  | 14  | 16  | 17  | 17  | Ret | 18  | 15  | 17  | 15  | Ret | 17  | 19  | 14  | 18  | Ret | 19  | 20  | Ret | 0   |
| 21  | Heikki Kovalainen   | Lotus           |     |     |     |     |     |     |     |     |     |     |     |     |     |     |     |     |     | 14  | 14  | 0   |
| 22  | Giedo van der Garde | Caterham        | 18  | 15  | 18  | 21  | Ret | 15  | Ret | 18  | 18  | 14  | 16  | 18  | 16  | 15  | Ret | Ret | 18  | 19  | 18  | 0   |
| 23  | Max Chilton         | Marussia        | 17  | 16  | 17  | 20  | 19  | 14  | 19  | 17  | 19  | 17  | 19  | 20  | 17  | 17  | 19  | 17  | 21  | 21  | 19  | 0   |

| Cor        | Resultado             |
| ---------- | --------------------- |
| Ouro       | Vencedor              |
| Prata      | 2.º lugar             |
| Bronze     | 3.º lugar             |
| Verde      | Terminou, nos pontos  |
| Azul       | Terminou, sem pontos  |
| Púrpura    | Ret – Retirou-se      |
| Vermelho   | NQ – Não qualificado  |
| Preto      | DSQ – Desqualificado  |
| Branco     | NL – Não largou       |
| Branco     | C – Corrida cancelada |
| Azul claro | AT – Apenas Treino    |
| Sem cor    | NP – Não participou   |
| Sem cor    | Les – Lesionado       |
| Sem cor    | EX – Excluído         |

Notas:
- † — Condutores que não terminaram o Grande Prêmio mas foram classificados pois completaram 90% da corrida.

### Construtores
| \| Pos \| Construtor \| Carro Nº \| AUS \| MAL \| CHN \| BAR \| ESP \| MON \| CAN \| GBR \| ALE \| HUN \| BEL \| ITA \| SIN \| KOR \| JAP \| IND \| EAU \| EUA \| BRA \| Pts \| \| --- \| ----------------------- \| -------- \| --- \| --- \| --- \| --- \| --- \| --- \| --- \| --- \| --- \| --- \| --- \| --- \| --- \| --- \| --- \| --- \| --- \| --- \| --- \| --- \| \| 1 \| Red Bull Racing-Renault \| 1 \| 3 \| 1 \| 4 \| 1 \| 4 \| 2 \| 1 \| Ret \| 1 \| 3 \| 1 \| 1 \| 1 \| 1 \| 1 \| 1 \| 1 \| 1 \| 1 \| 596 \| \| 1 \| Red Bull Racing-Renault \| 2 \| 6 \| 2 \| Ret \| 7 \| 5 \| 3 \| 4 \| 2 \| 7 \| 4 \| 5 \| 3 \| 15† \| Ret \| 2 \| Ret \| 2 \| 3 \| 2 \| 596 \| \| 2 \| Mercedes \| 9 \| Ret \| 4 \| Ret \| 9 \| 6 \| 1 \| 5 \| 1 \| 9 \| 19† \| 4 \| 6 \| 4 \| 7 \| 8 \| 2 \| 3 \| 9 \| 5 \| 360 \| \| 2 \| Mercedes \| 10 \| 5 \| 3 \| 3 \| 5 \| 12 \| 4 \| 3 \| 4 \| 5 \| 1 \| 3 \| 9 \| 5 \| 5 \| Ret \| 6 \| 7 \| 4 \| 9 \| 360 \| \| 3 \| Ferrari \| 3 \| 2 \| Ret \| 1 \| 8 \| 1 \| 7 \| 2 \| 3 \| 4 \| 5 \| 2 \| 2 \| 2 \| 6 \| 4 \| 11 \| 5 \| 5 \| 3 \| 354 \| \| 3 \| Ferrari \| 4 \| 4 \| 5 \| 6 \| 15 \| 3 \| Ret \| 8 \| 6 \| Ret \| 8 \| 7 \| 4 \| 6 \| 9 \| 10 \| 4 \| 8 \| 12 \| 7 \| 354 \| \| 4 \| Lotus-Renault \| 7 \| 1 \| 7 \| 2 \| 2 \| 2 \| 10 \| 9 \| 5 \| 2 \| 2 \| Ret \| 11 \| 3 \| 2 \| 5 \| 7 \| Ret \| 14 \| 14 \| 315 \| \| 4 \| Lotus-Renault \| 8 \| 10 \| 6 \| 9 \| 3 \| Ret \| Ret \| 13 \| 19† \| 3 \| 6 \| 8 \| 8 \| Ret \| 3 \| 3 \| 3 \| 4 \| 2 \| Ret \| 315 \| \| 5 \| McLaren-Mercedes \| 5 \| 9 \| 17† \| 5 \| 10 \| 8 \| 6 \| 12 \| 13 \| 6 \| 7 \| 6 \| 10 \| 7 \| 8 \| 9 \| 14 \| 12 \| 10 \| 4 \| 122 \| \| 5 \| McLaren-Mercedes \| 6 \| 11 \| 9 \| 11 \| 6 \| 9 \| 16† \| 11 \| 20† \| 8 \| 9 \| 11 \| 12 \| 8 \| 10 \| 15 \| 5 \| 9 \| 7 \| 6 \| 122 \| \| 6 \| Force India-Mercedes \| 14 \| 8 \| Ret \| 8 \| 4 \| 7 \| 9 \| 7 \| 9 \| 11 \| 18† \| Ret \| Ret \| 20† \| Ret \| 11 \| 8 \| 6 \| 15 \| 11 \| 77 \| \| 6 \| Force India-Mercedes \| 15 \| 7 \| Ret \| Ret \| 13 \| 13 \| 5 \| 10 \| 7 \| 13 \| Ret \| 9 \| 16† \| 10 \| 20† \| 14 \| 9 \| 10 \| Ret \| 13 \| 77 \| \| 7 \| Sauber-Ferrari \| 11 \| DNS \| 8 \| 10 \| 12 \| 15 \| 11 \| Ret \| 10 \| 10 \| 11 \| 13 \| 5 \| 9 \| 4 \| 6 \| 19† \| 14 \| 6 \| 8 \| 57 \| \| 7 \| Sauber-Ferrari \| 12 \| 13 \| 12 \| Ret \| 18 \| 11 \| 13 \| 20† \| 14 \| 14 \| Ret \| 14 \| 13 \| 12 \| 11 \| 7 \| 15 \| 13 \| 13 \| 12 \| 57 \| \| 8 \| Toro Rosso-Ferrari \| 18 \| 12 \| 10 \| 12 \| Ret \| Ret \| 8 \| 6 \| Ret \| Ret \| 12 \| 12 \| Ret \| 14 \| 18† \| 12 \| 13 \| 17 \| 16 \| 15 \| 33 \| \| 8 \| Toro Rosso-Ferrari \| 19 \| Ret \| 18† \| 7 \| 16 \| 10 \| Ret \| 15 \| 8 \| 12 \| 13 \| 10 \| 7 \| Ret \| 19† \| 13 \| 10 \| 16 \| 11 \| 10 \| 33 \| \| 9 \| Williams-Renault \| 16 \| Ret \| Ret \| 14 \| 11 \| 14 \| Ret \| 16 \| 11 \| 15 \| 10 \| 17 \| 14 \| 11 \| 13 \| 16 \| 12 \| 11 \| 17 \| 16 \| 5 \| \| 9 \| Williams-Renault \| 17 \| 14 \| 11 \| 13 \| 14 \| 16 \| 12 \| 14 \| 12 \| 16 \| Ret \| 15 \| 15 \| 13 \| 12 \| 17 \| 16 \| 15 \| 8 \| Ret \| 5 \| \| 10 \| Marussia-Cosworth \| 22 \| 15 \| 13 \| 15 \| 19 \| 18 \| Ret \| 17 \| 16 \| Ret \| 16 \| 18 \| 19 \| 18 \| 16 \| Ret \| 18 \| 20 \| 18 \| 17 \| 0 \| \| 10 \| Marussia-Cosworth \| 23 \| 17 \| 16 \| 17 \| 20 \| 19 \| 14 \| 19 \| 17 \| 19 \| 17 \| 19 \| 20 \| 17 \| 17 \| 19 \| 17 \| 21 \| 21 \| 19 \| 0 \| \| 11 \| Caterham-Renault \| 20 \| 16 \| 14 \| 16 \| 17 \| 17 \| Ret \| 18 \| 15 \| 17 \| 15 \| Ret \| 17 \| 19 \| 14 \| 18 \| Ret \| 19 \| 20 \| Ret \| 0 \| \| 11 \| Caterham-Renault \| 21 \| 18 \| 15 \| 18 \| 21 \| Ret \| 15 \| Ret \| 18 \| 18 \| 14 \| 16 \| 18 \| 16 \| 15 \| Ret \| Ret \| 18 \| 19 \| 18 \| 0 \| |                         |          |     |     |     |     |     |     |     |     |     |     |     |     |     |     |     |     |     |     |     |     |
| Pos | Construtor              | Carro Nº | AUS | MAL | CHN | BAR | ESP | MON | CAN | GBR | ALE | HUN | BEL | ITA | SIN | KOR | JAP | IND | EAU | EUA | BRA | Pts |
| 1 | Red Bull Racing-Renault | 1        | 3   | 1   | 4   | 1   | 4   | 2   | 1   | Ret | 1   | 3   | 1   | 1   | 1   | 1   | 1   | 1   | 1   | 1   | 1   | 596 |
| 1 | Red Bull Racing-Renault | 2        | 6   | 2   | Ret | 7   | 5   | 3   | 4   | 2   | 7   | 4   | 5   | 3   | 15† | Ret | 2   | Ret | 2   | 3   | 2   | 596 |
| 2 | Mercedes                | 9        | Ret | 4   | Ret | 9   | 6   | 1   | 5   | 1   | 9   | 19† | 4   | 6   | 4   | 7   | 8   | 2   | 3   | 9   | 5   | 360 |
| 2 | Mercedes                | 10       | 5   | 3   | 3   | 5   | 12  | 4   | 3   | 4   | 5   | 1   | 3   | 9   | 5   | 5   | Ret | 6   | 7   | 4   | 9   | 360 |
| 3 | Ferrari                 | 3        | 2   | Ret | 1   | 8   | 1   | 7   | 2   | 3   | 4   | 5   | 2   | 2   | 2   | 6   | 4   | 11  | 5   | 5   | 3   | 354 |
| 3 | Ferrari                 | 4        | 4   | 5   | 6   | 15  | 3   | Ret | 8   | 6   | Ret | 8   | 7   | 4   | 6   | 9   | 10  | 4   | 8   | 12  | 7   | 354 |
| 4 | Lotus-Renault           | 7        | 1   | 7   | 2   | 2   | 2   | 10  | 9   | 5   | 2   | 2   | Ret | 11  | 3   | 2   | 5   | 7   | Ret | 14  | 14  | 315 |
| 4 | Lotus-Renault           | 8        | 10  | 6   | 9   | 3   | Ret | Ret | 13  | 19† | 3   | 6   | 8   | 8   | Ret | 3   | 3   | 3   | 4   | 2   | Ret | 315 |
| 5 | McLaren-Mercedes        | 5        | 9   | 17† | 5   | 10  | 8   | 6   | 12  | 13  | 6   | 7   | 6   | 10  | 7   | 8   | 9   | 14  | 12  | 10  | 4   | 122 |
| 5 | McLaren-Mercedes        | 6        | 11  | 9   | 11  | 6   | 9   | 16† | 11  | 20† | 8   | 9   | 11  | 12  | 8   | 10  | 15  | 5   | 9   | 7   | 6   | 122 |
| 6 | Force India-Mercedes    | 14       | 8   | Ret | 8   | 4   | 7   | 9   | 7   | 9   | 11  | 18† | Ret | Ret | 20† | Ret | 11  | 8   | 6   | 15  | 11  | 77  |
| 6 | Force India-Mercedes    | 15       | 7   | Ret | Ret | 13  | 13  | 5   | 10  | 7   | 13  | Ret | 9   | 16† | 10  | 20† | 14  | 9   | 10  | Ret | 13  | 77  |
| 7 | Sauber-Ferrari          | 11       | DNS | 8   | 10  | 12  | 15  | 11  | Ret | 10  | 10  | 11  | 13  | 5   | 9   | 4   | 6   | 19† | 14  | 6   | 8   | 57  |
| 7 | Sauber-Ferrari          | 12       | 13  | 12  | Ret | 18  | 11  | 13  | 20† | 14  | 14  | Ret | 14  | 13  | 12  | 11  | 7   | 15  | 13  | 13  | 12  | 57  |
| 8 | Toro Rosso-Ferrari      | 18       | 12  | 10  | 12  | Ret | Ret | 8   | 6   | Ret | Ret | 12  | 12  | Ret | 14  | 18† | 12  | 13  | 17  | 16  | 15  | 33  |
| 8 | Toro Rosso-Ferrari      | 19       | Ret | 18† | 7   | 16  | 10  | Ret | 15  | 8   | 12  | 13  | 10  | 7   | Ret | 19† | 13  | 10  | 16  | 11  | 10  | 33  |
| 9 | Williams-Renault        | 16       | Ret | Ret | 14  | 11  | 14  | Ret | 16  | 11  | 15  | 10  | 17  | 14  | 11  | 13  | 16  | 12  | 11  | 17  | 16  | 5   |
| 9 | Williams-Renault        | 17       | 14  | 11  | 13  | 14  | 16  | 12  | 14  | 12  | 16  | Ret | 15  | 15  | 13  | 12  | 17  | 16  | 15  | 8   | Ret | 5   |
| 10 | Marussia-Cosworth       | 22       | 15  | 13  | 15  | 19  | 18  | Ret | 17  | 16  | Ret | 16  | 18  | 19  | 18  | 16  | Ret | 18  | 20  | 18  | 17  | 0   |
| 10 | Marussia-Cosworth       | 23       | 17  | 16  | 17  | 20  | 19  | 14  | 19  | 17  | 19  | 17  | 19  | 20  | 17  | 17  | 19  | 17  | 21  | 21  | 19  | 0   |
| 11 | Caterham-Renault        | 20       | 16  | 14  | 16  | 17  | 17  | Ret | 18  | 15  | 17  | 15  | Ret | 17  | 19  | 14  | 18  | Ret | 19  | 20  | Ret | 0   |
| 11 | Caterham-Renault        | 21       | 18  | 15  | 18  | 21  | Ret | 15  | Ret | 18  | 18  | 14  | 16  | 18  | 16  | 15  | Ret | Ret | 18  | 19  | 18  | 0   |

### Por Grande Prêmio
| GP | Grande Prêmio                            | Pole Position    | Tempo    | Volta mais rápida | Tempo    | Vencedor         | Equipe                  | Descrição |
| -- | ---------------------------------------- | ---------------- | -------- | ----------------- | -------- | ---------------- | ----------------------- | --------- |
| 1  | Grande Prêmio da Austrália               | Sebastian Vettel | 1:27.407 | Kimi Raikkonen    | 1:29.274 | Kimi Raikkonen   | Lotus-Renault           | Descrição |
| 2  | Grande Prêmio da Malásia                 | Sebastian Vettel | 1:49.674 | Sergio Pérez      | 1:39.199 | Sebastian Vettel | Red Bull Racing-Renault | Descrição |
| 3  | Grande Prêmio da China                   | Lewis Hamilton   | 1:34.484 | Sebastian Vettel  | 1:36.808 | Fernando Alonso  | Ferrari                 | Descrição |
| 4  | Grande Prêmio do Barém                   | Nico Rosberg     | 1:32.330 | Sebastian Vettel  | 1:36.961 | Sebastian Vettel | Red Bull Racing-Renault | Descrição |
| 5  | Grande Prêmio da Espanha                 | Nico Rosberg     | 1:20.718 | Esteban Gutiérrez | 1:26.217 | Fernando Alonso  | Ferrari                 | Descrição |
| 6  | Grande Prêmio de Mônaco                  | Nico Rosberg     | 1:13.876 | Sebastian Vettel  | 1:16.577 | Nico Rosberg     | Mercedes                | Descrição |
| 7  | Grande Prêmio do Canadá                  | Sebastian Vettel | 1:25.425 | Mark Webber       | 1:16.182 | Sebastian Vettel | Red Bull Racing-Renault | Descrição |
| 8  | Grande Prêmio da Grã-Bretanha            | Lewis Hamilton   | 1:29.607 | Mark Webber       | 1:33.401 | Nico Rosberg     | Mercedes                | Descrição |
| 9  | Grande Prêmio da Alemanha                | Lewis Hamilton   | 1:29.398 | Fernando Alonso   | 1:33.468 | Sebastian Vettel | Red Bull Racing-Renault | Descrição |
| 10 | Grande Prêmio da Hungria                 | Lewis Hamilton   | 1:19.388 | Mark Webber       | 1:24.069 | Lewis Hamilton   | Mercedes                | Descrição |
| 11 | Grande Prêmio da Bélgica                 | Lewis Hamilton   | 2:01.012 | Sebastian Vettel  | 1:50.885 | Sebastian Vettel | Red Bull Racing-Renault | Descrição |
| 12 | Grande Prêmio da Itália                  | Sebastian Vettel | 1:23.755 | Lewis Hamilton    | 1:25.849 | Sebastian Vettel | Red Bull Racing-Renault | Descrição |
| 13 | Grande Prêmio de Singapura               | Sebastian Vettel | 1:42.841 | Sebastian Vettel  | 1:48.574 | Sebastian Vettel | Red Bull Racing-Renault | Descrição |
| 14 | Grande Prêmio da Coreia do Sul           | Sebastian Vettel | 1:37.202 | Sebastian Vettel  | 1:41.380 | Sebastian Vettel | Red Bull Racing-Renault | Descrição |
| 15 | Grande Prêmio do Japão                   | Mark Webber      | 1:30.915 | Mark Webber       | 1:34.587 | Sebastian Vettel | Red Bull Racing-Renault | Descrição |
| 16 | Grande Prêmio da Índia                   | Sebastian Vettel | 1:24.119 | Kimi Raikkonen    | 1:27.679 | Sebastian Vettel | Red Bull Racing-Renault | Descrição |
| 17 | Grande Prêmio dos Emirados Árabes Unidos | Mark Webber      | 1:39.957 | Fernando Alonso   | 1:43.434 | Sebastian Vettel | Red Bull Racing-Renault | Descrição |
| 18 | Grande Prêmio dos Estados Unidos         | Sebastian Vettel | 1:36.338 | Sebastian Vettel  | 1:39.856 | Sebastian Vettel | Red Bull Racing-Renault | Descrição |
| 19 | Grande Prêmio do Brasil                  | Sebastian Vettel | 1:26.479 | Mark Webber       | 1:15.436 | Sebastian Vettel | Red Bull Racing-Renault | Descrição |